# St. Martin (Helmstadt)

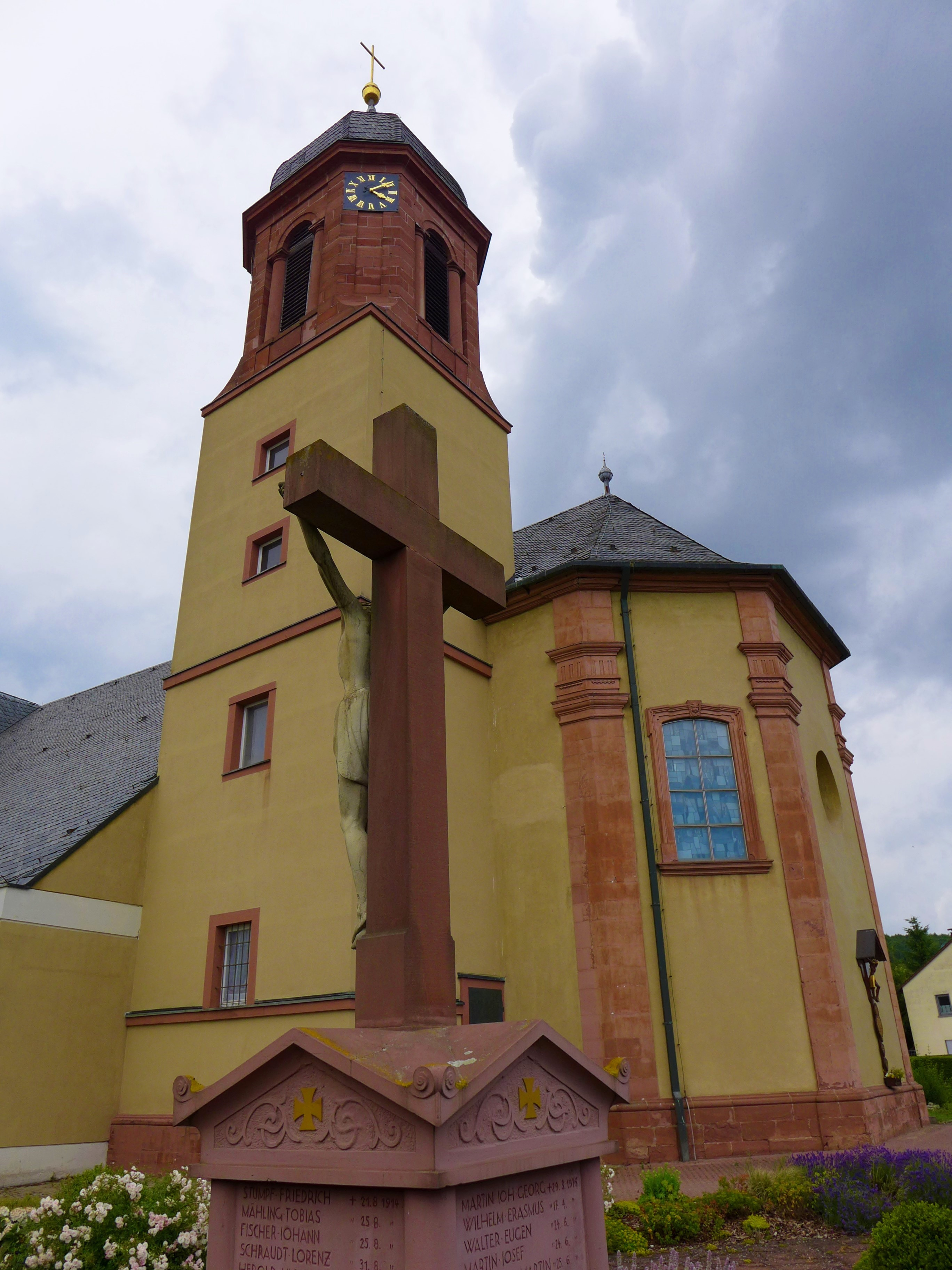
St. Martin (Helmstadt)

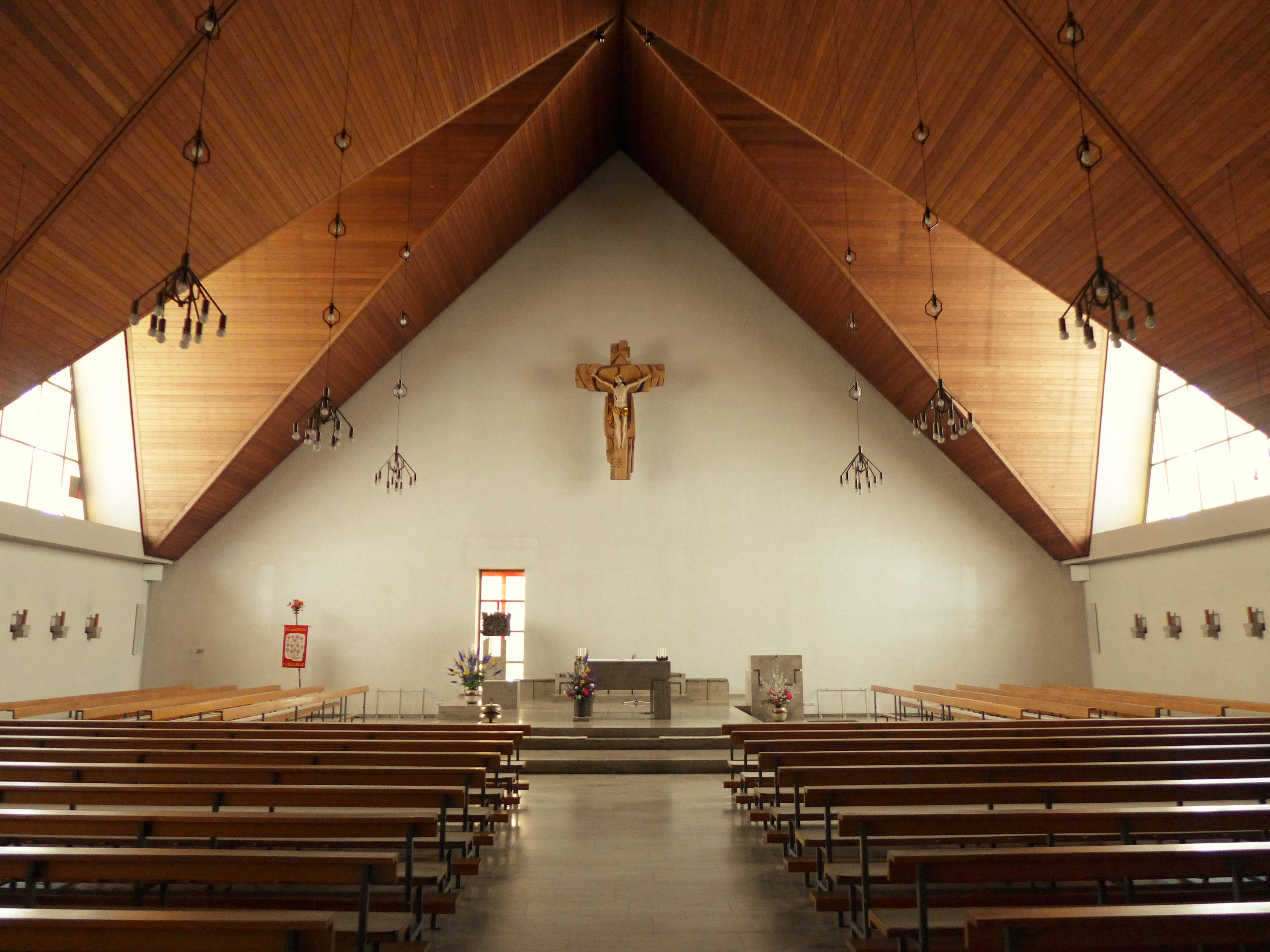
Innenraum, Blick zum Altar (2015)

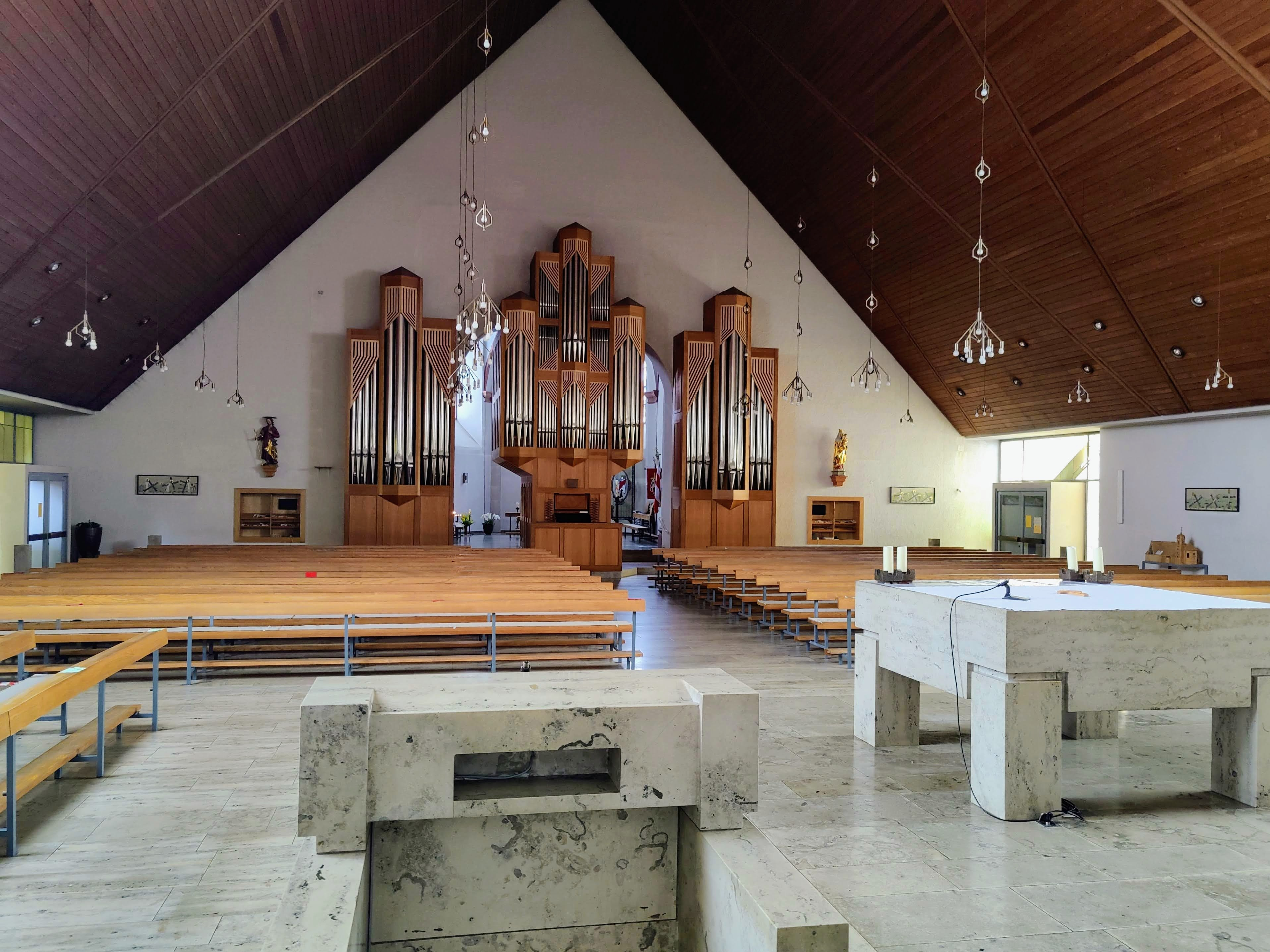
Blick zur Jann-Orgel (2021)

Die römisch-katholische, denkmalgeschützte Pfarrkirche St. Martin steht in Helmstadt, einem Markt im Landkreis Würzburg (Unterfranken, Bayern). Das Bauwerk ist unter der Denkmalnummer D-6-79-144-4 als Baudenkmal in der Bayerischen Denkmalliste eingetragen. Die Pfarrei gehört zur Pfarreiengemeinschaft Hl. Benedikt Zwischen Tauber & Main (Helmstadt) im Dekanat Würzburg links des Mains des Bistums Würzburg.

## Beschreibung
Von der Saalkirche aus den 1720er Jahren sind nur der dreiseitig abgeschlossene Chor, dessen Wände an den Ecken mit Pilastern verziert sind, und der quadratische, viergeschossige, mit einer schiefergedeckten Glockenhaube bedeckte Chorflankenturm an seiner Südseite erhalten geblieben. Sein oberstes Geschoss mit abgeschrägten Ecken aus Quadermauerwerk beherbergt die Turmuhr und den Glockenstuhl, in dem vier Kirchenglocken hängen. Das Langhaus wurde 1965 neu gebaut. 
Im Innenraum stehen einige alte Statuen von Heiligen, die von der alten Kirche übernommen wurden. Die Glasmalereien wurden 1999 vom Derix Glasstudio nach einer Vorlage von Johannes Schreiter hergestellt. Die Orgel mit 34 Registern und zwei Transmissionen, verteilt auf Hauptwerk, Positiv, Schwellwerk und Pedal wurde 1994 von Georg Jann gebaut.